# (3181) Ahnert
(3181) Ahnert ist ein Asteroid des inneren Hauptgürtels, der am 8. März 1964 vom deutschen Astronomen Freimut Börngen an der Thüringer Landessternwarte Tautenburg bei einer Helligkeit von 16,2 mag entdeckt wurde. Nachträglich konnte der Asteroid bereits auf Aufnahmen nachgewiesen werden, die am 23. März 1931 am Lowell-Observatorium in Arizona sowie in den Jahren 1932, 1936, 1942, 1951 und 1964 an verschiedenen anderen Sternwarten in Deutschland, Belgien, Finnland und USA gemacht worden waren.
Der Asteroid wurde benannt nach Paul Oswald Ahnert (1897–1989), der seit 1949 den jährlich erscheinenden Kalender für Sternfreunde  verfasste, der in vielen Ländern sowohl bei professionellen als auch bei Amateurastronomen bekannt war. Obwohl sein Hauptziel die Popularisierung der Astronomie war und er mehrere Bücher über die Kunst der Beobachtung veröffentlicht hat, forschte er seit 1938 an der Sternwarte Sonneberg in Thüringen über veränderliche Sterne und die Physik des Sonnensystems.

## Wissenschaftliche Auswertung
Eine Auswertung von Beobachtungen durch das Projekt NEOWISE im nahen Infrarot führte 2011 zu vorläufigen Werten für den Durchmesser und die Albedo im sichtbaren Bereich von 8,5 km bzw. 0,19. Nachdem die Werte 2012 auf 8,6 km bzw. 0,26 korrigiert worden waren, wurden sie 2014 auf 8,0 km bzw. 0,22 geändert. Nach der Reaktivierung von NEOWISE im Jahr 2013 und Registrierung neuer Daten wurden die Werte 2016 erneut korrigiert zu 8,1 km bzw. 0,23.
Eine spektroskopische Untersuchung von 820 Asteroiden zwischen November 1996 und September 2001 am La-Silla-Observatorium in Chile ergab für (3181) Ahnert eine taxonomische Klassifizierung als S- bzw. Sl-Typ.
(3181) Ahnert wurde vom 1. bis 10. Mai 2011 am Oakley Southern Sky Observatory in Australien mehrfach photometrisch beobachtet. Aus der gemessenen Lichtkurve konnte aber wegen schlechter Signalqualität keine Rotationsperiode bestimmt werden.